# Tyruliai
Tyruliai är en ort i Litauen. Den ligger i den centrala delen av landet, 170 km nordväst om huvudstaden Vilnius. Tyruliai ligger 122 meter över havet och antalet invånare är 412.
Terrängen runt Tyruliai är mycket platt. Runt Tyruliai är det ganska glesbefolkat, med 32 invånare per kvadratkilometer. Närmaste större samhälle är Šiauliai, 16,8 km norr om Tyruliai. Omgivningarna runt Tyruliai är en mosaik av jordbruksmark och naturlig växtlighet.